# Kesago Nakajima
Dans ce nom, le nom de famille, Kesago, précède le nom personnel Nakajima.
Kesago Nakajima (中島 今朝吾, Nakajima Kesago, 15 juin 1881 – 28 octobre 1945) est un lieutenant général de l'armée impériale japonaise durant la seconde guerre sino-japonaise, durant laquelle il est impliqué dans le massacre de Nankin de décembre 1937.

## Biographie
Natif de la préfecture d'Ōita, Nakajima rejoint des écoles militaires préparatoires durant sa jeunesse, avant d'être diplômé de l'académie de l'armée impériale japonaise en 1903. Il sert au combat durant la guerre russo-japonaise. Après la guerre, il rejoint l'école militaire impériale du Japon d'où il sort diplômé en 1913. Entre juillet 1918 et mai 1923, il est stationné en France en tant qu'attaché militaire. Il est promu major général en avril 1932 et nommé commandant du district Maizuru, responsable des défenses de la côte de Honshu le long de la mer du Japon.
Nakajima sert ensuite en tant que commandant à l'école de guerre chimique de Narashino entre 1933 et 1936. En mars 1936, il est promu lieutenant général. Avec le début de la seconde guerre sino-japonaise, Nakajima est nommé commandant de la 16e division de l'armée impériale japonaise, et participe à la Bataille de Shanghai et aux opérations dans le Hebei, en Chine. Sous le commandement du général Iwane Matsui, Nakajima est nommé commandant opérationnel de la bataille de Nankin à la fin de l'année 1937. Il devient ainsi l'officier le plus expérimenté (après le commandant en chef, le prince Asaka) durant le massacre de Nankin. Son journal de guerre, publié en 1985, constitué une source importante de preuves sur les évènements du massacre de Nankin.
Nakaijma prend part à la bataille de Wuhan avant d'être transféré au commandement de la quatrième armée japonaise, en Mandchoukouo entre 1938 et 1939.
Rappelé au Japon en 1939, Nakajima prend sa retraite en septembre 1939 et meurt de maladie en 1945.

## Source de la traduction
- (en) Cet article est partiellement ou en totalité issu de l’article de Wikipédia en anglais intitulé « Kesago Nakajima » (voir la liste des auteurs).